# Штеліга Марія Мартинівна
Штеліга Марія Мартинівна (1 вересня 1903, Краків — 14 жовтня 1982, Львів) — українська дитяча письменниця, викладач, бібліотекар.

## Життєпис
Марія Штеліга народилася у Кракові. Згодом працювала науковим співробітником Львівської національної наукової бібліотеки України імені Василя Стефаника. 1922 року було видано її дитячу книжку «За скляною стіною» про єврейських скаутів-шомрів, яка отримала схвальний відгук від українського Пласту.

## Твори
- Марія Штелігівна. За склянною стіною. — Львів: Видавництво «Світ Дитини», 1922. — 32 с.
- Гугу. Лесик і коминяр: оповідання / [Марія Штеліга] ; образки О.Кульчицької. — Л. : Накладом вид-ва «Світ дитини», 1922. — 30 с.